# Yolanda Tellería Beltrán
Yolanda Tellería Beltrán (Ciudad de México; 25 de febrero de 1966). Es una empresaria y política Mexicana, tiene la licenciatura en sistemas de computacionales y administración (LSCA) por el Instituto Tecnológico de Estudios Superiores de Monterrey. Inició su carrera política como miembro del Partido Revolucionario Institucional, por el cual logró el cargo de Regidora por el Ayuntamiento de Pachuca, 2003-2006. En el año 2011 se afilió al Partido Acción Nacional por la Diputación local distrito II, Pachuca Oriente, LXI Legislatura (2011-2013) en el que tuvo éxito. Fue Presidenta Municipal de la ciudad de Pachuca, también por el Partido Acción Nacional de 2016 a 2020.

## Vida personal
Es hija del empresario Hidalguense Romualdo Telleria Armendariz y de Martha Patricia Beltran Aguilar, es la sexta de siete hermanos, y hermana del primer alcalde de oposición de la ciudad de Pachuca, José Antonio Tellería Beltrán. Está casada con el empresario y exdiputado federal Daniel Ludlow Kuri con quien tiene dos hijas.

## Carrera profesional
Comienza su carrera profesional en las empresas de la familia Grupo Industrial Tellería en la localidad de Pachuca. Su interés por la política la lleva a su afiliación al Partido Revolucionario Institucional y en consecuencia a la Regiduría por Ayuntamiento de Pachuca (2003-2006). Posteriormente se ocupa de los siguientes puestos:  
- Coordinadora de la Casa de Gestión del diputado federal Daniel Ludlow Kuri.
- Coordinadora de Finanzas en campañas 2006 y 2008 de los candidatos a diputados federales y
- Presidentes municipales del Partido Acción Nacional.

Como diputada local distrito II Pachuca Oriente, LXI legislatura, fue integrante de las siguientes Comisiones:
_ Presidenta de la Comisión de Industria, Comercio y Servicios
_ Secretaria de la Comisión Inspectora de la Auditoría Superior del Estado
_ Secretaria de la Comisión de Asuntos Metropolitanos
_ Secretaria de la Comisión de Turismo  
_ Secretaria de la Comisión Especial para la no Desviación de Recursos Públicos
_ Integrante de la Comisión de Transparencia y Acceso a la Información Pública Gubernamental